# Teresa Domingo Segarra
Teresa Domingo Segarra (ur. 24 kwietnia 1953 w Castellón de la Plana) – hiszpańska polityk, ekonomistka i nauczycielka akademicka, posłanka do Parlamentu Europejskiego III kadencji.

## Życiorys
Ukończyła studia ekonomiczne na Uniwersytecie w Walencji, gdzie następnie obroniła doktorat. Została nauczycielką akademicką na macierzystej uczelni. Specjalizowała się w zakresie ekonomii stosowanej i strukturalnej.
Zaangażowała się w działalność partii komunistycznej w Walencji (PCVP), weszła w skład jej biura politycznego i komitetu centralnego; zasiadła też w radzie federalnej Zjednoczonej Lewicy. Z listy tej koalicji w 1989 została wybrana do Parlamentu Europejskiego, w którym zasiadała do 1994. Dołączyła do Grupy Zjednoczonej Lewicy Europejskiej, z której wystąpiła na początku 1993. Była m.in. wiceprzewodniczącą Komisji ds. Praw Kobiet oraz członkinią Komisji ds. Rolnictwa, Rybołówstwa i Rozwoju Wsi.